# أبلدورن
أبلدورن (بالهولندية: Apeldoorn)‏ هي مدينة، ومكان مأهول في هولندا، تقع في آبلدورن ، وهي عاصمتها، بلغ عدد سكانها 160,053 نسمة وذلك حسب إحصائيات سنة 2017، رمزها البريدي هو 7300–7339.

## أعلام
- تيمو بلاتل
- ريهايرو ميولنس
- جايم براوينير
- بيتر بوش
- ديمي دي زيو